# Kézilabda a 2000. évi nyári olimpiai játékokon
A 2000. évi nyári olimpiai játékokon a kézilabdatornákat szeptember 16. és október 1. között rendezték. A magyar női kézilabda-válogatott ezüstérmes lett.

## Éremtáblázat
| A 2000. évi nyári olimpiai játékok éremtáblázata kézilabdában | A 2000. évi nyári olimpiai játékok éremtáblázata kézilabdában | A 2000. évi nyári olimpiai játékok éremtáblázata kézilabdában | A 2000. évi nyári olimpiai játékok éremtáblázata kézilabdában | A 2000. évi nyári olimpiai játékok éremtáblázata kézilabdában | Olimpia  |
| ------------------------------------------------------------- | ------------------------------------------------------------- | ------------------------------------------------------------- | ------------------------------------------------------------- | ------------------------------------------------------------- | -------- |
|                                                               | Ország                                                        | Arany                                                         | Ezüst                                                         | Bronz                                                         | Összesen |
| 1.                                                            | Oroszország (RUS)                                             | 1                                                             | 0                                                             | 0                                                             | 1        |
|                                                               | Dánia (DEN)                                                   | 1                                                             | 0                                                             | 0                                                             | 1        |
| 3.                                                            | Svédország (SWE)                                              | 0                                                             | 1                                                             | 0                                                             | 1        |
|                                                               | Magyarország (HUN)                                            | 0                                                             | 1                                                             | 0                                                             | 1        |
| 5.                                                            | Spanyolország (ESP)                                           | 0                                                             | 0                                                             | 1                                                             | 1        |
|                                                               | Norvégia (NOR)                                                | 0                                                             | 0                                                             | 1                                                             | 1        |
|                                                               |                                                               |                                                               |                                                               |                                                               |          |
| Összesen                                                      | Összesen                                                      | 2                                                             | 2                                                             | 2                                                             | 6        |

## Érmesek

### Férfi torna
| A 2000. évi nyári olimpiai játékok érmesei férfi kézilabdában | A 2000. évi nyári olimpiai játékok érmesei férfi kézilabdában | A 2000. évi nyári olimpiai játékok érmesei férfi kézilabdában | A 2000. évi nyári olimpiai játékok érmesei férfi kézilabdában |
| --- | --- | --- | ------------------------------------------------------------- |
| Arany | Ezüst | Bronz |                                                               |
| Oroszország (RUS) | Svédország (SWE) | Spanyolország (ESP) |                                                               |
| Dmitrij Filippov Vjacseszlav Gorpisin Oleg Hogykov Eduard Koksarov Gyenyisz Krivoslikov Vaszilij Kugyinov Sztanyiszlav Kulincsenko Dmitrij Kuzelev Andrej Lavrov Igor Lavrov Szergej Pogorelov Pavel Szukoszjan Dmitrij Torgovanov Alekszandr Tucskin Lev Voronyin | Magnus Andersson Ola Lindgren Tomas Svensson Pierre Thorsson Magnus Wislander Martin Boquist Martin Frändesjö Mathias Franzén Peter Gentzel Andreas Larsson Stefan Lövgren Ljubomir Vranjes Staffan Olsson Johan Pettersson Thomas Sivertsson | Antoni Ugalde Andrei Xepkin Rafael Guijosa Enric Masip Xavier O'Callaghan Iñaki Urdangarin Iosu Olalla Mateo Garralda Talant Dujsebajev Demetrio Lozano Jordi Nuñez Alberto Urdiales Juan Pérez David Barrufet Antoni Ortega |                                                               |

### Női torna
| A 2000. évi nyári olimpiai játékok érmesei női kézilabdában | A 2000. évi nyári olimpiai játékok érmesei női kézilabdában | A 2000. évi nyári olimpiai játékok érmesei női kézilabdában | A 2000. évi nyári olimpiai játékok érmesei női kézilabdában |
| --- | --- | --- | ----------------------------------------------------------- |
| Arany | Ezüst | Bronz |                                                             |
| Dánia (DEN) | Magyarország (HUN) | Norvégia (NOR) |                                                             |
| Lene Rantala Camilla Andersen Tina Bøttzau Janne Kolling Tonje Kjærgaard Karen Brødsgaard Katrine Fruelund Maja Grønbek Christina Hansen Anette Hoffmann Lotte Kiærskou Karin Mortensen Anja Nielsen Rikke Petersen Mette Vestergaard | Balogh Beatrix Deli Rita Farkas Andrea Farkas Ágnes Kántor Anikó Kökény Beatrix Kulcsár Anita Lőwy Dóra Nagy Anikó Pádár Ildikó Pálinger Katalin Pigniczki Krisztina Radulovics Bojana Simics Judit Siti Beáta | Kristine Duvholt Trine Haltvik Heidi Tjugum Susann Goksør-Bjerkrheim Ann Cathrin Eriksen Kjersti Grini Elisabeth Hilmo Mia Hundvin Tonje Larsen Cecilie Leganger Jeanette Nilsen Marianne Rokne Brigitte Sattem Monica Sandve Else-Marthe Sørlie |                                                             |